# Agnesa Vuthaj
Agnesa Vuthaj (* 8. Februar 1986 in Istok, SFR Jugoslawien, heute Kosovo) ist eine albanische bzw. kosovarische Schönheitskönigin und Geschäftsfrau. Sie ist die Gewinnerin der Schönheitswettbewerbe Miss Kosovo 2003 und Miss Albania 2004. Außerdem ist sie Gründerin von Agnesa Vuthaj Fashion und Agnesa Vuthaj Association. Sie ist auch Ehrenbürgerin von Xishuangbanna (China) und Tourismus-Sonderbotschafterin von Thailand. Agnesa Vuthaj war auch Finalistin von Dancing with the Stars Albanien 2011.  Sie erhielt die Anerkennungsauszeichnung von Rotary International für die Unterstützung des Rotary Clubs Prishtina für ihr karitatives Engagement für die Kinderklinik des Universitätsspitals von Pristina.
Agnesa Vuthaj ist eine der wenigen albanischen Frauen, die mehrfach zu einem der einflussreichsten Menschen von den albanischen Medien gewählt wurden.

## Leben
Agnesa Vuthaj wurde am 8. Februar 1986 in Istok im Kosovo, damals Teil Jugoslawiens, geboren. Sie lebt und arbeitet heute in Pristina im Kosovo. Nachdem sie den Titel zur Miss Kosovo 2003 und Miss Albania 2004 gewonnen hatte, wurde sie nicht nur berühmt und erfolgreich, sondern bei der albanischen Bevölkerung auch sehr beliebt. Im Jahr 2005 gründete sie die Agnesa Vuthaj Association, welche die offizielle Organisation des Miss Kosovo Schönheitswettbewerbes wurde. In Zusammenarbeit mit dem international bekannten Fotografen Fadil Berisha hat die Agnesa Vuthaj Association die Lizenz um Kosovo und Albanien an den Miss Universe Wahlen, im Besitz von Donald Trump, zu repräsentieren.
Agnesa Vuthaj hat einen Bachelorabschluss in Massenkommunikation von der AAB Universität und einen Bachelorabschluss in Politikwissenschaft von der Universität Fama. Sie spricht Albanisch, Englisch und Deutsch.

## Karriere
Agnesa Vuthaj begann ihre Karriere in Peja, wo sie zu Miss Peja 2003 gekrönt wurde. Danach nahm sie im selben Jahr an den Miss Kosovo Wahlen teil, welche sie auch gewann. Im folgenden Jahr nahm sie an den Miss Albania Wahlen teil und gewann auch diese. Daraufhin repräsentierte sie Albanien an den Wahlen zur Miss World 2004 in China und Miss Universe 2005 in Thailand. Im Jahr 2007 repräsentierte sie den Nahen Osten an den Wahlen zur Top Model of the World. Sie war zudem Jurorin der Miss Earth 2009 Wahlen. Sie ist ebenfalls die nationale Direktorin für Miss Earth Kosovo seit 2008 und Miss Earth Albania seit 2013.

## Agnesa Vuthaj Association
Agnesa Vuthaj Association ist die offizielle Organisation des Schönheitswettbewerbes Miss Kosovo. Das Unternehmen besitzt die Lizenz um Kosovo und Albanien an den Miss Earth Wahlen zu repräsentieren.